# زیر آسمان
زیر آسمان فیلمی به کارگردانی حسین قاسمی جامی و نویسندگی محمد آفریده و اسماعیل رحیم زاده محصول سال ۱۳۷۱ است.

## بازیگران
- محرم زینال زاده
- جعفر دهقان
- عطاءاله سلمانیان
- محمد حسام
- حسین راضی
- نرگس کردبچه
- مهدی قانع
- ماندانا اصلانی
- سیدعلی حسینی
- محمدرضا باقری
- نامدار ناصری
- طباطبایی